# إيه أو إل
 إيه أو إل AOL LLC (عرفت سابقاً باسم America Online) هي شركة أمريكية عالمية لخدمات الإنترنت والإعلام. تتبع إيه أو إل لشركة فيرايزون للاتصالات العملاقة ويقع مقرها في نيويورك. عدد موظفي الشركة نحو 8000 شخص.
اندمجت شركة إيه أو إل وشركة تايم ورنر في عام 2001 ورغم الكثير من التحليلات المتفائلة أعقب هذا الاندماج نتائج كارثية على كلا الشركتين. وكانت القيمة السوقية لأسهم إيه أو إل قد انهارت من 226 مليار دولار إلى 20 ملياراً كما تقلص عدد زبائنها من نحو 30 مليون إلى نحو 10 ملايين زبون أواخر عام 2007.
في 12 مايو 2015 أعلن عن استحواذا شركة فيريزون Verizon الأمريكية على شركة إيه أو إل AOL مقابل 4.4 مليار دولار، وقُدرت قيمة السهم في الصفقة بقيمة 50 دولار أمريكي، وقالت فيريزون أنها تهدف من الاستحواذ على إيه أو إل بأن تصبح المنصة الإعلامية الأكبر في العالم، وتمتلك إيه أول إل عدد من المواقع العالمية الكبرى مثل هافينجتون بوست وتك كرنش وإنجداجيت بالإضافة إلى بوابة إيه أو إل.

## منتجات وخدمات

### المحتوى
اعتبارًا من عام 2019 أصبحت العلامات التجارية الإعلامية التالية تابعة لشركة فيريزون ميديا [الإنجليزية] (Verizon Media) والتي هي الشركة الأم لشركة إيه أُو أل.
- هافبوست.[7][8] (بيعت إلى بازفيد في نوفمبر 2020)
- إنجادجيت.[9]
- مدونة تلقائية (أوتوبلوغ)[10]
- تك كرانش.[11]
- كامبيو[12]

يتكون المساهمون في محتوى إيه أُو أل من أكثر من 20000 مدون، بما في ذلك السياسيين والمشاهير والأكاديميين وخبراء السياسة، الذين يساهمون في مجموعة واسعة من الموضوعات التي تصنع الأخبار.
بالإضافة إلى تجارب الويب المحسّنة للجوال، تنتج إيه أُو أل تطبيقات الهاتف المحمول لمنتجات إيه أُو أل الحالية مثل أوتوبلوغ وإنجادجيت وهافينغتون بوست وتك كرانش ومنتجات مثل ألتو وبيب وفيف.

### الدعاية
تمتلك إيه أُو أل مجموعة عالمية من العلامات التجارية للوسائط والخدمات الإعلانية عبر الأجهزة المحمولة وسطح المكتب والتلفاز. وتشمل الخدمات تكامل العلامة التجارية ورعايتها من خلال ذراع المحتوى ذي العلامة التجارية الداخلي أستوديو بارتنر من إيه أُو أل، بالإضافة إلى البيانات والعروض الآلية من خلال تكديس تقنية الإعلانات ون باي إيه أُو أل.
استحوذت إيه أُو أل على عدد من الشركات والتقنيات التي تساعد في تشكيل ون باي إيه أُو أل. تضمنت عمليات الاستحواذ هذه أداب تي فِي في عام 2013 وكونفرترو وبريسشن ديمند وفيديبل في عام 2014. وقد قسمت ون باي إيه أُو أل إلى ون باي إيه أُو أل فور ببليشرز (سابقًا فيديبل وإيه أُو أل أون نتوورك وبي أون للناشرين) وون باي إيه أُو أل للمعلنين ولكل منها عدة منصات فرعية.
في 10 سبتمبر 2018 دمجت شركة أوث الشركة الأم لشركة إيه أُو أل وشركة ياهو برايترول وون باي إيه أُو أل وياهو جيميني من أجل «تبسيط» خدمة أدتك من خلال إطلاق عرض إعلان واحد أطلق عليه اسم أوث آد بلاتفورمز.

### العضوية
تقدم إيه أُو أل مجموعة من المنتجات والخصائص المتكاملة بما في ذلك أدوات الاتصال وتطبيقات الهاتف المحمول والخدمات وحزم الاشتراك.
- الوصول إلى الإنترنت عبر الاتصال الهاتفي - وفقًا لتقرير الأرباح الفصلية لشركة إيه أُو أل في 8 مايو 2015، ولا يزال 2.1 مليون شخص يستخدمون خدمة الطلب الهاتفي من إيه أُو أل.[18]
- AOL Mail - إيه أُو أل مِيل هو عميل بريد إلكتروني مملوك لإيه أُو أل. إنه متكامل تمامًا مع إيه آي أم وروابط لعناوين الأخبار على مواقع محتوى إيه أُو أل.
- إيه أُو أل إنستنت ماسنجر (AIM) - كانت أداة المراسلة الفورية الخاصة بإيه أُو أل، وتم إصداره في عام 1997. لقد فقد حصته في السوق للمنافسة في سوق المراسلة الفورية مثل جوجل شات والفيسبوك ماسنجر وسكايب.[19] كما تضمنت خدمة الدردشة المرئية AV by AIM. وفي 15 ديسمبر 2017 أوقفت إيه أُو أل خدمة إيه آي أم.[20]
- AOL Plans - تُقدم إيه أُو أل بلانز ثلاث أدوات للسلامة والمساعدة عبر الإنترنت: حماية الهوية وأمن البيانات وخدمة المساعدة الفنية العامة عبر الإنترنت.[21]

### سطح المكتب إيه أُو أل
AOL Desktop هو مجموعة إنترنت أنتجتها إيه أُو أل منذ عام 2007 والذي يدمج متصفح الويب ومشغل الوسائط وعميل المراسلة الفورية. كان الإصدار 10.X مبنيًا على إيه أُو أل أوبنرايد وهو ترقية من هذا القبيل. ويعتمد إصدار ماك أُو إس على ويب كيت
كان الإصدار 10.X من سطح المكتب إيه أُو أل مختلفًا عن متصفحات إيه أُو أل السابقة وإصدارات إيه أُو أل سطح المكتب. تركز ميزاته على تصفح الويب بالإضافة إلى البريد الإلكتروني. فعلى سبيل المثال لا يتعين على المرء تسجيل الدخول إلى إيه أُو أل من أجل استخدامه كمتصفح عادي. بالإضافة إلى ذلك يمكن الوصول إلى حسابات البريد الإلكتروني غير إيه أُو أل من خلالها. كما تتضمن الأزرار الأساسية "MAIL" و "IM" والعديد من الاختصارات لصفحات الويب المختلفة. إذ يتطلب أول اثنين من المستخدمين تسجيل الدخول، ولكن يمكن استخدام الاختصارات إلى صفحات الويب بدون مصادقة. حدد الإصدار 10.أكس من إيه أُو أل سطح المكتب مؤخرًا على أنه غير مدعوم لصالح دعم إصدارات إيه أُو أل سطح المكتب 9.X.
انتج الإصدار 9.8 ليحل محل مكونات إنترنت إكسبلورر لمتصفح الإنترنت بـCEF (إطار الكروم المضمن) لمنح المستخدمين تجربة تصفح ويب محسّنة أقرب إلى تجربة متصفح كروم.
الإصدار 11 من سطح المكتب إيه أُو أل الموجود حاليًا في الإصدار التجريبي عبارة عن إعادة كتابة كاملة ولكنها تحافظ على واجهة مستخدم مماثلة لسلسلة الإصدارات السابقة 9.8.X.
في عام 2017، صدرت نسخة مدفوعة جديدة تسمى إيه أُو أل لسطح المكتب جولد، وهي متاحة مقابل 4.99 دولار شهريًا بعد التجربة. وحلت محل الإصدار المجاني السابق.

## وصلات خارجية
- موقع إيه أو إل (aol)
- المزيد عن أي أو ال
- فيريزون Verizon تستحوذ على AOL مقابل 4.4 مليار دولار